# George Elias Tuckett

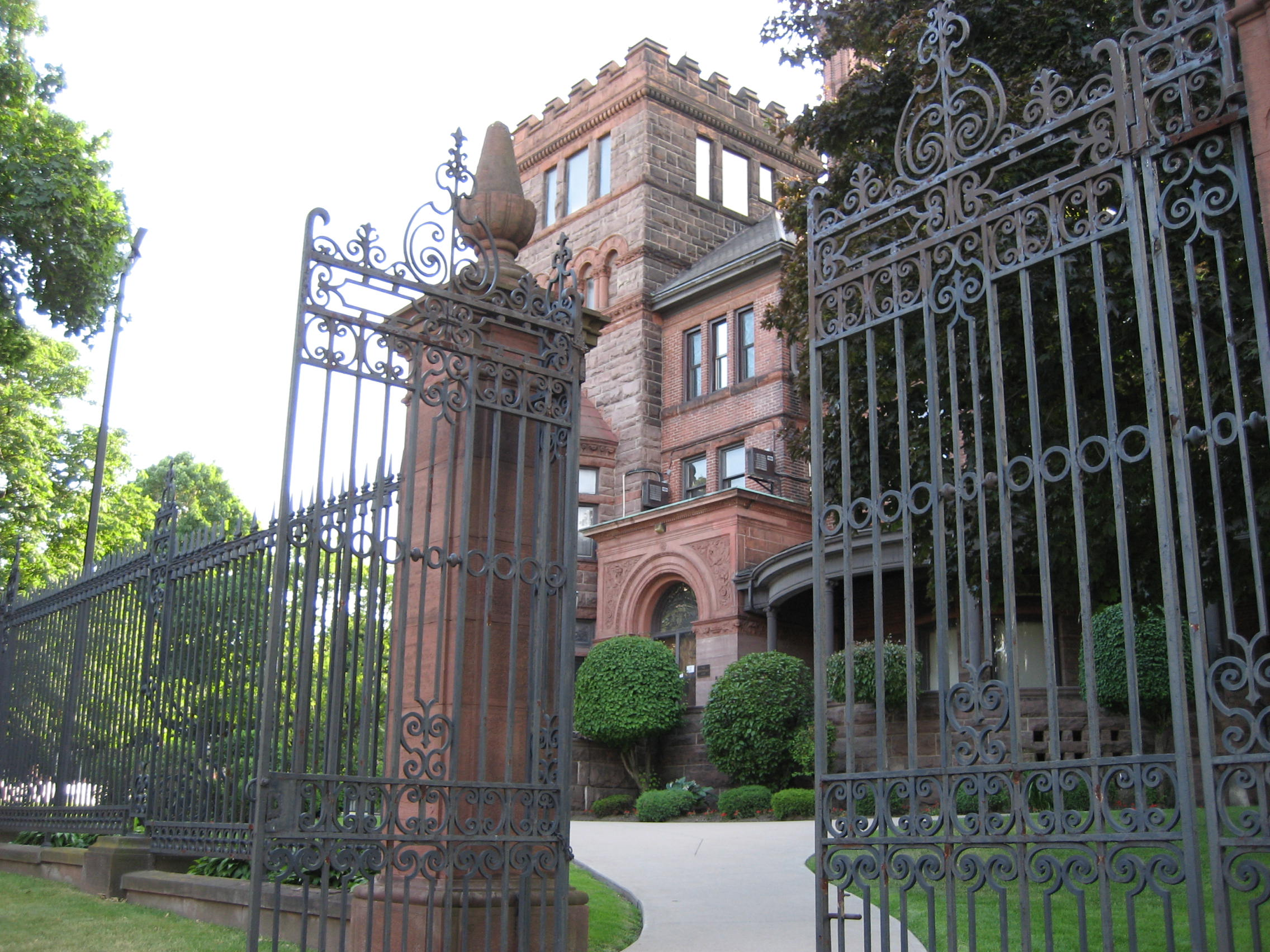
Das Scottish Rite Castle / Masonic Centre in Hamilton; ehemals als das George Elias Tuckett House bekannt; George Elias Tuckett ließ es 1895 für seinen ältesten Sohn erbauen und lebte selbst bis zu seinem Tod darin

George Elias Tuckett (* 4. Dezember 1835 in Exeter, England; † 19. Februar 1900 in Hamilton, Ontario, Kanada) war ein britischstämmiger kanadischer Geschäftsmann (Tabakfabrikant, Teilhaber einer Glashütte usw.) und Politiker. Im Jahre 1896 war er für etwa ein Jahr Bürgermeister von Hamilton.

## Leben und Wirken

### Vom Schuhmacher zum Tabakfabrikanten
George Elias Tuckett wurde als jüngster Sohn von Elias und Mary Tuckett in der Stadt Exeter, der Hauptstadt der Grafschaft Devon, im Südwesten Englands geboren. Kurz nach der Verschmelzung des französisch geprägten Niederkanada und des englisch geprägten Oberkanada zur Provinz Kanada wanderte die Familie, bestehend aus dem Vater, der Mutter und den drei Kindern (neben George Elias gab es zu diesem Zeitpunkt auch noch eine Tochter und einen weiteren Sohn) nach Hamilton in der heutigen Provinz Ontario aus. Der Vater fand dort Arbeit als sogenannter Lichtzieher (engl.: tallow-chandler), der, im Gegensatz zum Wachszieher, der Kerzen aus Bienenwachs herstellte, Kerzen und Lichter aus Tierfetten gewann. Obwohl George Elias Tuckett im späteren Leben seinen Mangel an formalem Unterricht bedauerte, verfügte er nach den Maßstäben seiner Klasse über eine solide Ausbildung. So besuchte er auch für kurze Zeit eine lokale Privatakademie. Über Tucketts genaue Ausbildung als Jugendlicher ist kaum etwas bekannt. Von manchen Seiten wird behauptet, dass er eine Lehre als Schuhmacher absolviert hätte, da er als 17-Jähriger, im Jahre 1852, ein Schuhgeschäft in Hamilton eröffnet hatte, weshalb man vermutete, dass er in diesem Bereich ausgebildet worden sein musste. Nachdem das Geschäft jedoch schon bald darauf gescheitert war, ging Tuckett in den 1850er und frühen 1860er Jahren drei Partnerschaften mit Tabakhändlern aus Hamilton ein und trat in weiterer Folge als Hersteller und Fabrikant von Tabakprodukten in Erscheinung. Das Kapital für diese Tätigkeit soll von seinen Gesellschaftern gekommen sein, die wiederum auch an der Vermarktung der Produkte arbeiteten, wobei Tuckett aller Wahrscheinlichkeit nach in der Herstellung tätig war bzw. die Arbeit beaufsichtigt haben soll.
Seine erste Partnerschaft nach dem gescheiterten Schuhgeschäft war eine nur kurzlebige mit David Rose. In dieser Zeit war Tuckett auch gesundheitlich angeschlagen, weshalb er sich weitestgehend aus dem operativen Geschäft zurückzog, um einige Jahre auf einem Seeboot zu arbeiten. Nach seiner Rückkehr nach Hamilton ging er eine Partnerschaft mit Amos Hill ein, ehe er im Jahre 1857 seine Selbstständigkeit aufnahm und mit drei oder vier Mitarbeitern ein Unternehmen zur Zigarrenherstellung gründete. Dies war die Geburtsstunde der Tuckett Tobacco Company, die erst im Jahre 1930 von Imperial Tobacco aufgekauft und in den Konzern eingegliedert wurde. Um seine Produkte zu vertreiben, gründete er noch früh eine Niederlassung in London. Wahrscheinlich im Folgejahr heiratete er Elizabeth Leak, die ebenfalls für die Firma arbeitete und Zigarren auf dem Markt und auf Messen in Hamilton verkaufte. Mit seiner Ehefrau hatte er, verschiedenen Angaben zufolge, vier oder fünf Kinder (George Thomas Tuckett (1859–1913), Elizabeth Virginia Duggan (1861–1922), Adeline Myrtle Isabella Lawry (1865–1947), Jennie Tuckett und Charles Paul Tuckett). Im Jahre 1862 gab Tuckett die Herstellung von Zigarren auf, um in Partnerschaft mit Alfred Campbell Quimby Plug-Tabak herzustellen. Der Amerikanische Bürgerkrieg unterbrach die Tabakexporte nach Kanada, was Tuckett und seinen Geschäftspartner jedoch nicht daran hinderte, selbst hinter die Linien der Konföderierten zu reisen, um in Virginia Tabak zu erwerben und diesen nach Kanada zu bringen. Der damit verbundene Stress und die Gefährlichkeit dieser geheim durchgeführten Operationen wirkte sich auch auf Tucketts Gesundheit aus, weshalb im Jahre 1864 das Geschäft aufgelöst wurde.

### Kurze Tätigkeit in der Glasherstellung
Im nachfolgenden Jahr erwarben George Elias Tuckett und ein John Billings die Anteile von Nathan B. Gatchell am lokalen Unternehmen Hamilton Glass Works, das erst im Jahr zuvor gegründet worden war, und nahmen drei Partner auf. Zu diesem Zeitpunkt war es die einzige Glashütte in Hamilton und lediglich eine von fünf Glasmanufakturen in ganz Kanada. Anfängliche Schwierigkeiten bei der Vermarktung und dem Vertrieb der Glaswaren zwangen Tuckett bereits nach einem Jahr zum Ausstieg aus dem Unternehmen, woraufhin er wieder zur Produktion von Plug-Tabak zurückkehrte. John Billings unterstützte ihn dabei und das Geschäft florierte. Bis 1868 beschäftigte das Unternehmerduo Tuckett/Billings 70 Mitarbeiter und damit mehr als jede der beiden anderen Tabakhersteller in Hamilton. 1871 wurde die Kapazität ihrer Anlagen verdoppelt; 1875 wurde dem Unternehmen von R. G. Dun and Company, einem Bonitätsprüfer, eine gute Bonität zugesprochen. Der Wert ihres Vermögens, einschließlich der Fabrik, was sie im Jahre 1866 6.000 Kanadische Dollar (nicht inflationsbereinigt) gekostet hatte, wurde auf 60.000 Dollar bis 75.000 Dollar (nicht inflationsbereinigt) geschätzt. Tuckett besaß zu diesem Zeitpunkt zudem noch Immobilien im Wert von 40.000 bis 50.000 Dollar (nicht inflationsbereinigt), einschließlich seiner Residenz im Wert von 16.000 Dollar (nicht inflationsbereinigt).

### Innovationen in der Tuckett Tobacco Company
Die Partnerschaft hielt bis Billings im Jahre 1880 in den Ruhestand ging. In weiterer Folge wurde Tucketts ältester Sohn, George Thomas, und sein Neffe, John Elias Tuckett, Partner in dem Unternehmen, das fortan unter dem Namen George E. Tuckett and Son firmierte. Der Neffe hatte sich davor bereits um die Niederlassung der Firma in Danville, Virginia, gekümmert. In den späten 1880er Jahren zog sich George Elias Tuckett immer mehr aus dem operativen Geschäft zurück, ehe die Geschäftstätigkeit im Jahre 1892 vollständig von seinem Sohn übernommen wurde. Die Umstrukturierung erfolgte kurz nach der Fertigstellung eines weiteren Fabrikgebäudes im Jahr 1891. Ein Vergleich dieser Anlage mit der 20 Jahre zuvor errichteten zeigt Tucketts Aufmerksamkeit für betriebliche Details und die von ihm erkannte Wichtigkeit der Effizienz. So wurde im Gebäude von 1891 der Rohtabak in verschiedene Verarbeitungsstufen in den dritten Stock befördert und von Stockwerk zu Stockwerk abgesenkt, bis er den Versandraum erreichte. Im alten Fabriksgebäude war die Arbeit wesentlich ineffizienter; so wurde der Tabak in der älteren Anlage von Stockwerk zu Stockwerk auf und ab bewegt, ehe er in den Versand kam. Mit dem neuen weitaus effizienteren System wurden bis zum Start der Zigarettenproduktion im Jahre 1896 nur geringe Anpassung im Unternehmen durchgeführt. Neben der Straffung der Arbeitsorganisation in seiner neuen Fabrik ließ Tuckett Feuerleitern installieren und stellte Jausenräume und separate Waschräume für Männer und Frauen zur Verfügung.
Mit einigem Erfolg hatte Tuckett in den 1880er Jahren eine paternalistische Arbeitspolitik angewandt, um die Loyalität der damals rund 400 Beschäftigten zu fördern. So wurde unter anderem im Jahre 1882 der Neun-Stunden-Tag eingeführt, sowie Gewinnbeteiligungen und Prämien an die Mitarbeiter ausbezahlt, wofür er durchwegs positive Resonanz erhielt. Gleichzeitig segmentierten unterschiedliche Beschäftigungsbedingungen die Arbeiterschaft und verbesserten so die Kontrolle über den Arbeitsprozess. Tuckett glaubte, dass der Leistungslohn für die am besten ausgebildeten Arbeiter, die Facharbeiter (die Zigarren- und später die Zigarettenroller, sowie Plug-Erzeuger), kontinuierlich die Produktion steigern könnten. Er glaubte, dass diese Arbeiter, sofern sie mehr oder gleich viel wie andere Arbeiter im Unternehmen verdienen wollten, dadurch ihre Arbeitstätigkeit und damit die Produktion beschleunigen würden. Mit ihrer Abhängigkeit vom Leistungslohn wurden sie damit zu den Treibern der bezahlten Tagessätze. Die Plug-Erzeuger in der Firma konnten jedoch ohne vorbereitete Tabakblätter die Pressen nicht betreiben. Die Roller, die die Blätter zum Aushärten und Pressen vorbereiteten, stellten daraufhin Kinderarbeiter ein, die für wenig Geld die Blätter ernteten und danach an sie ablieferten. Die Überwachung dieser ungelernten und möglicherweise am wenigsten disziplinierten Arbeitnehmer wurde auf diese Weise dezentralisiert. Die Eltern der Kinder, die angeblich allesamt zwischen 14 und 16 Jahre alt waren, verhandelten mit den Rollern über deren Beschäftigungsverhältnis und versicherten dem Unternehmen, dass ihre Kinder ein gutes Benehmen und eine damit verbundene ausreichende Disziplin besaßen.
Zu Weihnachten erhielten die Mitarbeiter des Unternehmens Sonderzahlungen für gute Leistungen während des Jahres. Die Akkordarbeiter erhielten Weihnachtsgeschenke oder Truthähne und Geldgeschenke, wenn ihre Arbeit als verdienstvoll eingestuft wurde. Arbeiter, die auf Tageslohnbasis angestellt waren, wurden mit einem Bargeldbonus im Verhältnis zum Gewinn des Unternehmens belohnt. Die Kinderarbeiter erhielten 25 Cents, sowie die Chance Preise im Wert von 5, 10 oder 20 Dollar (nicht inflationsbereinigt) zu gewinnen. Viele dieser Praktiken waren mit der Verteilung von Bonuszahlungen zu Weihnachten verbunden. Tuckett kümmerte sich stets selbst um die Personalpolitik des Unternehmens, gab den Mitarbeitern Jahresrückblicke, erklärte die Gründe bei Entlassungen und verlas auch immer wieder vor versammelter Belegschaft die Regeln in seiner Firma. Außerdem erhielten langjährige verdiente Mitarbeiter besondere Zuwendungen seitens Tucketts. Für 21 Dienstjahre verschenkte er ein Baugrundstück und 225 Dollar (nicht inflationsbereinigt), die bei Fertigstellung eines Hauses ausbezahlt wurden. Des Weiteren kümmerte er sich vorwiegend selbst um die Vermarktung seiner Produkte und entwickelte und bewarb die Markennamen seines Unternehmens, um die Kundenbindung zu stärken. In den frühen 1870er Jahren etwa stellten Tuckett und Billings ein Dutzend Plug-Tabak-Marken mit jeweils einer bestimmten Qualität her, die in Dosen unter der Trade Mark T & B verkauft wurden. Am beliebtesten war zu dieser Zeit Myrtle Navy Tobacco. Die sogenannten Marguerite-Zigarren wurden 1891 und die T & B-Zigaretten im Jahre 1896 eingeführt.

### Politisches Wirken als Stadtrat und Bürgermeister

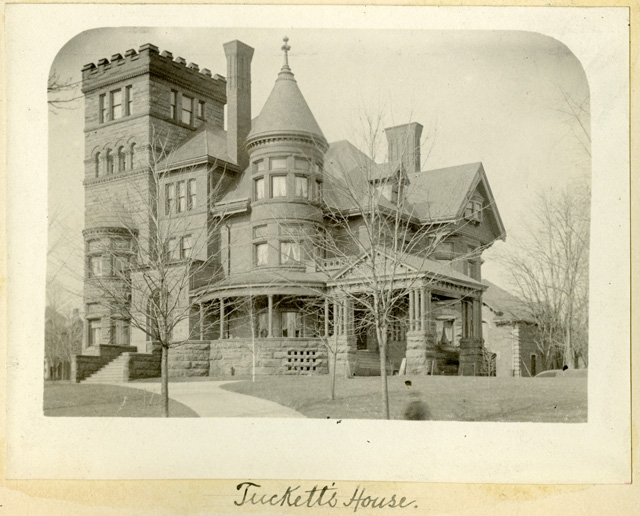
Das George Elias Tuckett House wenige Jahre nach seiner Fertigstellung. Der Architekt war James Balfour, der auch die damalige City Hall von Hamilton plante.

Durch seinen Erfolg und sein System der Fabrikarbeit galt Tuckett als attraktiver Kandidat für ein öffentliches Amt. Bereits im Jahre 1864 vertrat der damals 29-Jährige St. Mary’s Ward, einen Stadtteil von Hamilton, im Stadtrat. Tuckett selbst betrachtete sich als sozialer Radikaler und glaubte, wie es sich für einen erfolgreichen Handwerker gehört, daran, einen unabhängigen politischen Kurs einzuschlagen. Ursprünglich ein Reformer, wurde er schon bald von der National Policy zur Konservative Partei Kanadas hingezogen. Da bereits erwartet wurde, dass sich Tuckett einer Parlamentswahl stellen könnte, setzten sich lokale Konservative im Jahre 1895 gegen Tuckett durch, um die Nominierung für einen der Parlamentssitze für die Stadt Hamilton anzunehmen. Da die Liberalen seinen Wahlkampf fürchteten, boten sie Tuckett im Jahre 1896 an, ihn als Bürgermeister zu unterstützen, wenn er sich weigerte für das Parlament zu kandidieren. Davor war er bereits in den Jahren 1863, 1864 und 1884 im Stadtrat von Hamilton gewesen. Tuckett stimmt dem Vorschlag der Liberalen zu und wurde in weiterer Folge zum Bürgermeister von Hamilton gewählt.
Die Regierung unter Tucketts Führung galt als eine gute mit niedrigen Steuern. Durch die moralische Reformbewegung, die in Hamilton auf dem Vormarsch war, kam Tuckett jedoch bald in Bedrängnis. Da er Tabak herstellte, wurde er beschuldigt ein Förderer von Saloons, in denen nun mal viel Tabak konsumiert wurde, zu sein. Als Direktor des Hamilton Jockey Club soll er das Glücksspiel gefördert haben. Als Anteilseigner der Hamilton Street Railway und als Empfänger von Steuer- und Wassertarifbefreiungen für seine Fabrik profitierte er von den von ihm behaupteten zu hohen kommunalen Ausgaben. Dies brachte ihn rasch in Misskredit. Seine Befreiung von 85.000 Dollar (nicht inflationsbereinigt) bei einem geschätzten Wert von 129.000 Dollar (nicht inflationsbereinigt) kostete die Stadt 1.700 Dollar (nicht inflationsbereinigt) an jährlichen Einnahmen. Dennoch gewann Tuckett die Wahl zum Bürgermeister durch einen Erdrutschsieg. Trotzdem hatte er die konservative Partei entfremdet, und ohne die Verpflichtung der Liberalen, ihn 1897 als Bürgermeister zu unterstützen, scheiterte seine Wiederwahl im darauffolgenden Jahr. Er verlor deutlich und wurde nach nur einem Jahr im Amt durch Edward Alexander Colquhoun ersetzt.

### Die letzten Jahre bis zu seinem Tod
Als George Elias Tuckett knapp drei Jahre später, am 19. Februar 1900, starb, galt er als ein gesellschaftlich bedeutender und sehr wohlhabender Mann. Er war Anglikaner und galt als großzügig gegenüber seiner eigenen Gemeinde. Des Weiteren war er ein Freimaurer sowie von 1898 bis zu seinem Tod Präsident der St. George’s Society. Neben beträchtlichen Immobilien hatte er ein persönliches Eigentum im Wert von 708.705 Dollar (nicht inflationsbereinigt) angesammelt; darunter rund 375.000 Dollar (nicht inflationsbereinigt) an Bankaktien, sowie anderen Aktien. Im Laufe seines Lebens war Tuckett Mitglied der Verwaltungsräte der Bank of British North America, der Traders Bank of Canada und der Hamilton and Barton Incline Railway Company, sowie Präsident der Hamilton Steamboat Company. Neben seinen Investitionen in die Hamilton Street Railway hatte Tuckett zeitlebens auch in die Hamilton Steel and Iron Company investiert. Obwohl er selbst keine umfassende Ausbildung erhalten hatte, besaß Tuckett die Fähigkeit, die Fabrikorganisation effizienter an die Massenproduktion anzupassen, und die Bereitschaft, mit Arbeitsbeziehungen zu experimentieren. Diesen Eigenschaften könnte sein Erfolg zugeschrieben werden. Nach seinem Tod wurde er im Familienmausoleum auf dem Hamilton Cemetery bestattet; das Mausoleum wurde in einem Erdwall, der im Zuge des Britisch-Amerikanischen Krieges aufgeschüttet worden war, errichtet.

## Erwähnenswertes
Eine seiner Mitarbeiterinnen in der Tabakfabrik war die kanadische Leichtathletin Velma Springstead (1906–1927), die ebenfalls aus Hamilton stammte und einige Zeit als Sekretärin des Vertriebsleiters des Unternehmens arbeitete.